# Trinidad és Tobago az olimpiai játékokon
Trinidad és Tobago az 1948-as nyári olimpiai játékokon szerepelt először, és azóta minden nyári sportünnepen jelen volt, de az 1960-as játékokon Brit Nyugat-India olimpiai csapatának a részét képezték a Trinidad és Tobagó-i sportolók. Trinidad és Tobago 1994 óta részt vett három téli olimpiai játékokon is.
Trinidad és Tobago sportolói eddig 19 olimpiai érmet nyertek, legeredményesebb sportágaik az atlétika és a súlyemelés.
A Trinidad és Tobagó-i Olimpiai Bizottság 1946-ban alakult meg, a NOB 1948-ban vette fel tagjai sorába, a bizottság jelenlegi elnöke Michael Larry Romany.

## Éremtáblázatok

### Érmek a nyári olimpiai játékokon
| Olimpia              | Arany                       | Ezüst                       | Bronz                       | Összesen                    |
| 1948, London         | 0                           | 1                           | 0                           | 1                           |
| 1952, Helsinki       | 0                           | 0                           | 2                           | 2                           |
| 1956, Melbourne      | 0                           | 0                           | 0                           | 0                           |
| 1960, Róma           | Brit Nyugat-India részeként | Brit Nyugat-India részeként | Brit Nyugat-India részeként | Brit Nyugat-India részeként |
| 1964, Tokió          | 0                           | 1                           | 2                           | 3                           |
| 1968, Mexikóváros    | 0                           | 0                           | 0                           | 0                           |
| 1972, München        | 0                           | 0                           | 0                           | 0                           |
| 1976, Montréal       | 1                           | 0                           | 0                           | 1                           |
| 1980, Moszkva        | 0                           | 0                           | 0                           | 0                           |
| 1984, Los Angeles    | 0                           | 0                           | 0                           | 0                           |
| 1988, Szöul          | 0                           | 0                           | 0                           | 0                           |
| 1992, Barcelona      | 0                           | 0                           | 0                           | 0                           |
| 1996, Atlanta        | 0                           | 0                           | 2                           | 2                           |
| 2000, Sydney         | 0                           | 1                           | 1                           | 2                           |
| 2004, Athén          | 0                           | 0                           | 1                           | 1                           |
| 2008, Peking         | 1                           | 1                           | 0                           | 2                           |
| 2012, London         | 1                           | 1                           | 2                           | 4                           |
| 2016, Rio de Janeiro | 0                           | 0                           | 1                           | 1                           |
| 2020, Tokió          | 0                           | 0                           | 0                           | 0                           |
| 2024, Párizs         | 0                           | 0                           | 0                           | 0                           |
| Összesen             | 3                           | 5                           | 11                          | 19                          |

## Érmek sportáganként

### Érmek a nyári olimpiai játékokon sportáganként
| Trinidad és Tobago érmei a nyári olimpiai játékokon sportáganként | Trinidad és Tobago érmei a nyári olimpiai játékokon sportáganként | Trinidad és Tobago érmei a nyári olimpiai játékokon sportáganként | Trinidad és Tobago érmei a nyári olimpiai játékokon sportáganként | Az olimpiai zászlaja |

| Sportág    | Arany | Ezüst | Bronz | Összesen |
| ---------- | ----- | ----- | ----- | -------- |
| Atlétika   | 3     | 4     | 8     | 15       |
| Súlyemelés | 0     | 1     | 2     | 3        |
| Úszás      | 0     | 0     | 1     | 1        |
| Összesen   | 3     | 5     | 11    | 19       |